# 瀬川合戦
瀬川合戦（せがわがっせん）は、元弘3年（正慶2年・1333年）に行われた赤松則村（円心）を総大将とする後醍醐天皇軍と鎌倉幕府六波羅探題軍との戦い。

## 開戦経緯
元弘元年（1331年）に後醍醐天皇が起こした元弘の乱以後、鎌倉幕府倒幕運動が盛んになり、護良親王の令旨を受けて播磨国で赤松則村が挙兵した。赤松則村は挙兵後、六波羅探題側の武将を次々と破り、元弘3年（1333年）に摂津国摩耶山に城を築城した。同年六波羅探題側の軍勢は2月11日に赤松軍を討伐するため、摩耶山麓に陣を構えるが赤松勢に破られた。28日、六波羅側は摩耶山麓に再度陣を構えるが、猪名川付近まで赤松方が攻め入り、赤松方は猪名川付近に停滞して六波羅方を待ち構えた。
同年3月10日になると、六波羅方も猪名川付近に布陣し、両軍の睨み合いが続いたが、10日夜になると尼崎から上陸した四国の小笠原勢が赤松方に攻め入り、赤松方は敗走する事になる。

## 開戦
『太平記』によると、赤松則村は四国の阿波守護小笠原勢に敗走するが、赤松則祐の進言により、約3000騎の兵を率いて瀬川宿（現:大阪府箕面市）に陣を構えていた約23万騎の六波羅探題に夜襲をかけ、六波羅方を打ち破ったと書かれている。
これを機に、赤松則村は赤松則祐の六波羅探題追撃の進言を聞き入れ、3月12日には山城国山崎に侵攻し、その後赤松方は六波羅方を攻め続け、同年に六波羅は鎌倉に敗走して元弘の乱は終結している。

## 外部サイト
- 箕面市議会議員平成17年第2回定例会一般質問 - 一般質問の中で、瀬川合戦古戦場について触れている。